# 秦野市

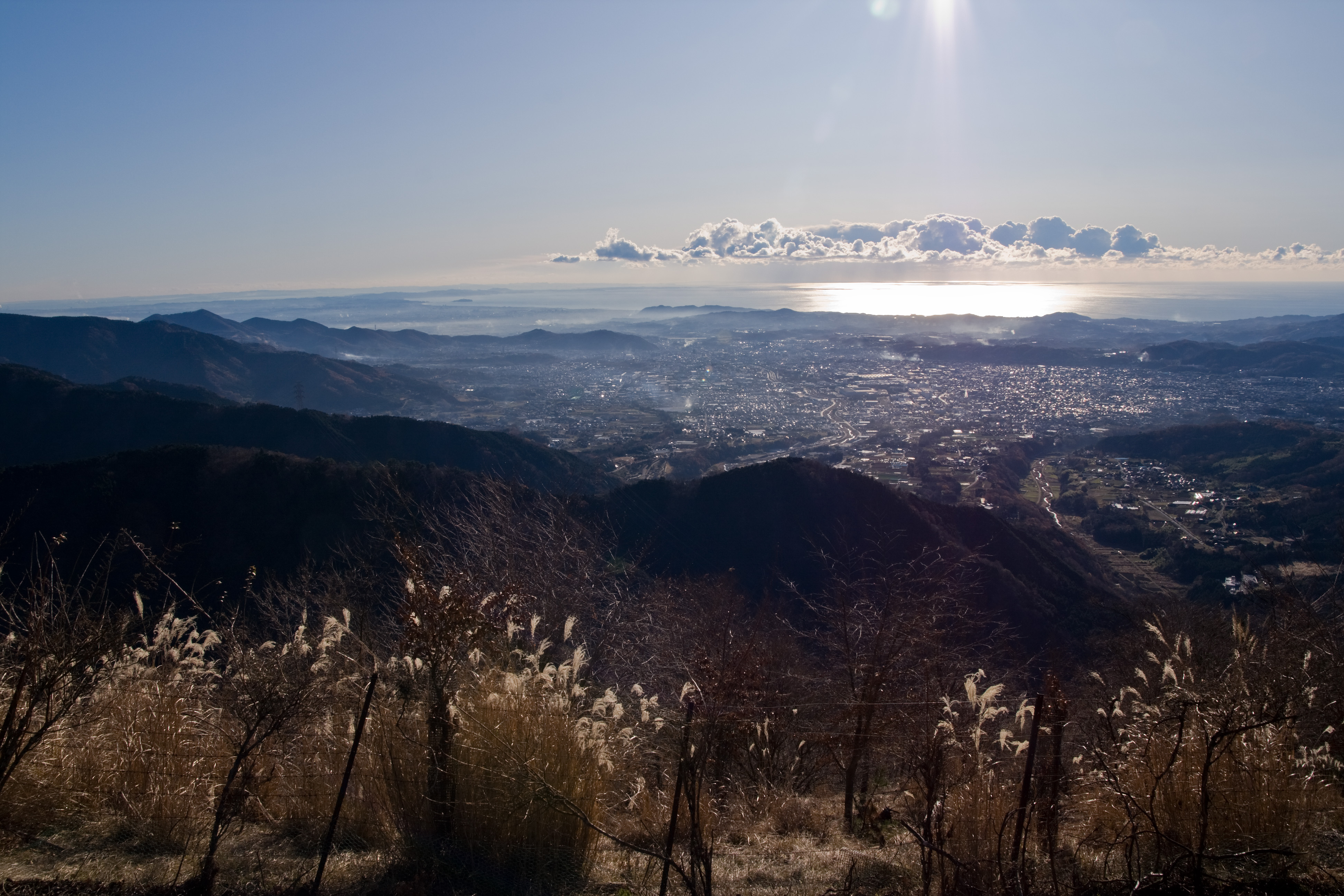
丹沢山地・櫟山より見た秦野盆地と相模湾

秦野市（はだのし）は、神奈川県の西部に位置する市。

## 地理
市域は北と西を丹沢山地に、南を渋沢丘陵に囲まれた秦野盆地の全域と、東部の大根・鶴巻地区、及びそれらを囲む山地からなる。東西約13.6km、南北は約12.8km、面積は103.76km2。山岳地形を多く含み、面積の半分は山林である。県による行政区域では湘南。

### 地形
市の主要部を占める秦野盆地は神奈川県唯一の盆地である。その地質は河川に運搬された砂礫と箱根火山や富士山の火山灰層が、場所により深さ100m以上にわたって互層しており、丹沢から流れる水を地下に蓄える天然の水がめ（地下水盆）の機能をなす。盆地内の河川下流域では随所において豊かな地下水が湧出する名水地として地元では古くから親しまれ、秦野盆地湧水群として名水百選の一つに選ばれている。
- 最高標高地点：塔ノ岳（標高1490.9メートル）
- 最低標高地点：鶴巻地区（標高16.2メートル）[1]
- 市内の山：大山、行者岳、塔ノ岳、新大日、烏尾山、二ノ塔、三ノ塔、鍋割山、櫟山、弘法山、権現山、岳ノ台
- 市内の河川
  - 相模川水系：藤熊川、中津川
  - 金目川水系：室川、水無川、葛葉川、金目川、大根川、善波川
  - 酒匂川水系：四十八瀬川

### 気候
太平洋岸気候に属し、海洋気象の影響を受けるため降霜・降雪が少なく、冬期は西北西、夏期は南方の風が多いが、風速は弱く一年を通じて比較的温暖である。
そのため、盆地特有の気候の厳しさは少なく、山に囲まれた市街地は、夏は涼しく、冬はあまり雪が降らず住みやすい山紫水明な気候が特徴である。

### 隣接している自治体
- 厚木市
- 伊勢原市
- 平塚市
- 足柄上郡：大井町、中井町、松田町、山北町
- 愛甲郡：清川村

## 歴史
平安時代末期から鎌倉時代にかけて、平将門を討伐したことで有名な藤原秀郷の子孫・佐伯経範が1030年ごろ秦野に移り住んで波多野氏を名乗った。後に支流として、松田氏・渋沢氏・河村氏・栢山氏・大友氏・沼田氏などが出て、相模西北部にその一族の勢力を伸ばす。現在の秦野市内、足柄上郡松田町・山北町、南足柄市、小田原市の一部が相当し、波多野城は一族の居館であった。その後、鎌倉幕府の御家人となり、後の戦国大名の波多野氏となった。
- 1890年（明治23年）3月：市内の水道給水が開始。横浜、函館とほぼ同時期に、全国的にも極めて早い時期に水道が建設され、簡易陶管水道・自営水道としては日本初の曽屋水道が発祥。
- 1899年（明治32年）「秦野葉たばこ専売所(後の日本専売公社秦野支局)」が設置され、国家の後押しで本格的生産体制が確立する[2]。
- 1906年（明治36年）8月1日：秦野で産出されていた葉タバコを東海道線の二宮まで輸送することを主目的として湘南軌道が開業。
- 1927年（昭和2年）4月1日：小田原急行鉄道（現在の小田急電鉄）小田原線が開通。同時に鶴巻駅（現・鶴巻温泉駅）、大根駅（現・東海大学前駅）、大秦野駅（現・秦野駅）、渋沢駅が開設される。
- 1981年（昭和56年）4月25日：東名高速道路秦野中井ICが完成。
- 1996年（平成8年）12月14日：秦野駅新駅舎の一部が供用開始される。
- 2010年（平成22年）5月23日：第61回全国植樹祭が秦野戸川公園で開催される。
- 2022年（令和4年）4月16日：新東名高速道路新秦野ICが開通[3]。

### 行政区域変遷
- 1955年（昭和30年）
  - 1月1日：中郡秦野町、南秦野町、東秦野村、北秦野村の2町2村が新設合併し、秦野市が発足。
  - 4月15日：中郡大根村（真田を除く）を編入。
- 1963年（昭和38年）1月1日：中郡西秦野町を秦野市に編入、現在の市域が確定する。

### 市名の由来
現在の市名は「はだの」であるが、古くは『和名抄』に「波多野郷」とあり、万葉仮名は清濁を区別することから「はたの」であったと考えられる。1889年（明治22年）の町村合併で発足した「秦野」を冠する6町村のうち、上秦野村が「はたの」とした以外、1町4村は読みを「はだの」とした。現在では「はだの」としている。
小田急電鉄の駅名も現在は秦野駅（はだのえき）だが、かつては大秦野駅（おおはたのえき）だった。現在でも学校名や企業施設名などで「はたの」、"Hatano" が用いられているものがある。
なお、「秦野」の名称が秦氏に由来するとする説もあるが、直接の結びつきを示す文献資料や考古資料は見つかっていない。

## 人口
| |                                        |  |
| 秦野市と全国の年齢別人口分布（2005年） | 秦野市の年齢・男女別人口分布（2005年） |  |
| ■紫色 ― 秦野市 ■緑色 ― 日本全国 | ■青色 ― 男性 ■赤色 ― 女性              |  |
| 秦野市（に相当する地域）の人口の推移 \| 1970年（昭和45年） \| 75,226人 \| \| \| 1975年（昭和50年） \| 103,663人 \| \| \| 1980年（昭和55年） \| 123,133人 \| \| \| 1985年（昭和60年） \| 141,803人 \| \| \| 1990年（平成2年） \| 155,620人 \| \| \| 1995年（平成7年） \| 164,722人 \| \| \| 2000年（平成12年） \| 168,142人 \| \| \| 2005年（平成17年） \| 168,317人 \| \| \| 2010年（平成22年） \| 170,145人 \| \| \| 2015年（平成27年） \| 167,378人 \| \| \| 2020年（令和2年） \| 162,439人 \| \| |                                        |  |
| 総務省統計局 国勢調査より |                                        |  |
| 1970年（昭和45年） | 75,226人                               |  |
| 1975年（昭和50年） | 103,663人                              |  |
| 1980年（昭和55年） | 123,133人                              |  |
| 1985年（昭和60年） | 141,803人                              |  |
| 1990年（平成2年） | 155,620人                              |  |
| 1995年（平成7年） | 164,722人                              |  |
| 2000年（平成12年） | 168,142人                              |  |
| 2005年（平成17年） | 168,317人                              |  |
| 2010年（平成22年） | 170,145人                              |  |
| 2015年（平成27年） | 167,378人                              |  |
| 2020年（令和2年） | 162,439人                              |  |

## 地域

### 町名
秦野市では、一部の区域で住居表示に関する法律に基づく住居表示が実施されている。住居表示実施前の町名等欄で下線がある町名はその全部、それ以外はその一部である。
| 町名           | 町名の読み       | 町区域新設年月日 | 住居表示実施年月日 | 住居表示実施前の町名等           | 備考 |
| -------------- | ---------------- | ---------------- | ------------------ | -------------------------------- | ---- |
| 本町一〜三丁目 | ほんちょう       | 1966年7月1日     | 1966年7月1日       | 大字曽屋                         |      |
| 河原町         | かわらまち       | 1966年7月1日     | 1966年7月1日       | 大字曽屋、大字上大槻、大字下大槻 |      |
| 元町           | もとまち         | 1966年7月1日     | 1966年7月1日       | 大字曽屋                         |      |
| 末広町         | すえひろちょう   | 1966年7月1日     | 1966年7月1日       | 大字曽屋                         |      |
| 入船町         | いりふねちょう   | 1966年7月1日     | 1966年7月1日       | 大字曽屋                         |      |
| 曽屋一・二丁目 | そや             | 1966年7月1日     | 1966年7月1日       | 大字曽屋、大字東田原、大字西田原 |      |
| 寿町           | ことぶきちょう   | 1966年7月1日     | 1966年7月1日       | 大字曽屋                         |      |
| 栄町           | さかえちょう     | 1966年7月1日     | 1966年7月1日       | 大字曽屋                         |      |
| 文京町         | ぶんきょうちょう | 1966年7月1日     | 1966年7月1日       | 大字曽屋                         |      |
| 幸町           | さいわいちょう   | 1966年7月1日     | 1966年7月1日       | 大字曽屋                         |      |
| 桜町一・二丁目 | さくらちょう     | 1966年7月1日     | 1966年7月1日       | 大字曽屋                         |      |
| 水神町         | すいじんちょう   | 1966年7月1日     | 1966年7月1日       | 大字曽屋                         |      |
| ひばりケ丘     | ひばりがおか     | 1966年7月1日     | 1966年7月1日       | 大字曽屋                         |      |
| 富士見町       | ふじみちょう     | 1966年7月1日     | 1966年7月1日       | 大字曽屋                         |      |
| 曽屋           | そや             | 1955年1月1日     | 未実施             |                                  |      |
| 上大槻         | かみおおづき     | 1955年1月1日     | 未実施             |                                  |      |

| 町名             | 町名の読み         | 町区域新設年月日 | 住居表示実施年月日 | 住居表示実施前の町名等 | 備考 |
| ---------------- | ------------------ | ---------------- | ------------------ | ---------------------- | ---- |
| 新町             | しんちょう         | 年月日           | 年月日             |                        |      |
| 鈴張町           | すずはりちょう     | 年月日           | 年月日             |                        |      |
| 緑町             | みどりちょう       | 年月日           | 年月日             |                        |      |
| 清水町           | しみずちょう       | 年月日           | 年月日             |                        |      |
| 平沢             | ひらさわ           | 1955年1月1日     | 未実施             |                        |      |
| 上今川町         | かみいまがわちょう | 年月日           | 年月日             |                        |      |
| 今川町           | いまがわちょう     | 年月日           | 年月日             |                        |      |
| 今泉             | いまいずみ         | 1955年1月1日     | 未実施             |                        |      |
| 大秦町           | たいしんちょう     | 年月日           | 年月日             |                        |      |
| 室町             | むろまち           | 年月日           | 年月日             |                        |      |
| 尾尻             | おじり             | 1955年1月1日     | 未実施             |                        |      |
| 西大竹           | にしおおだけ       | 1955年1月1日     | 未実施             |                        |      |
| 南が丘一〜五丁目 | みなみがおか       | 年月日           | 未実施             |                        |      |
| 立野台一〜三丁目 | たてのだい         | 年月日           | 未実施             |                        |      |
| 今泉台一〜三丁目 | いまいずみだい     | 年月日           | 未実施             |                        |      |

| 町名   | 町名の読み   | 町区域新設年月日 | 住居表示実施年月日 | 住居表示実施前の町名等 | 備考 |
| ------ | ------------ | ---------------- | ------------------ | ---------------------- | ---- |
| 落合   | おちあい     | 1955年1月1日     | 未実施             |                        |      |
| 名古木 | ながぬき     | 1955年1月1日     | 未実施             |                        |      |
| 寺山   | てらやま     | 1955年1月1日     | 未実施             |                        |      |
| 小蓑毛 | こみのげ     | 1955年1月1日     | 未実施             |                        |      |
| 蓑毛   | みのげ       | 1955年1月1日     | 未実施             |                        |      |
| 東田原 | ひがしたわら | 1955年1月1日     | 未実施             |                        |      |
| 西田原 | にしたわら   | 1955年1月1日     | 未実施             |                        |      |
| 下落合 | しもおちあい | 1955年1月1日     | 未実施             |                        |      |

| 町名 | 町名の読み | 町区域新設年月日 | 住居表示実施年月日 | 住居表示実施前の町名等 | 備考 |
| ---- | ---------- | ---------------- | ------------------ | ---------------------- | ---- |
| 羽根 | はね       | 1955年1月1日     | 未実施             |                        |      |
| 菩提 | ぼだい     | 1955年1月1日     | 未実施             |                        |      |
| 横野 | よこの     | 1955年1月1日     | 未実施             |                        |      |
| 戸川 | とかわ     | 1955年1月1日     | 未実施             |                        |      |
| 三屋 | さんや     | 1955年1月1日     | 未実施             |                        |      |

| 町名         | 町名の読み     | 町区域新設年月日 | 住居表示実施年月日 | 住居表示実施前の町名等                                                                           | 備考 |
| ------------ | -------------- | ---------------- | ------------------ | ------------------------------------------------------------------------------------------------ | ---- |
| 鶴巻         | つるまき       | 1955年4月15日    | 未実施             |                                                                                                  |      |
| 北矢名       | きたやな       | 1955年4月15日    | 未実施             |                                                                                                  |      |
| 南矢名       | みなみやな     | 1955年4月15日    | 未実施             |                                                                                                  |      |
| 下大槻       | しもおおづき   | 1955年4月15日    | 未実施             |                                                                                                  |      |
| 鶴巻北一丁目 | つるまききた   | 1991年11月5日    | 1991年11月5日      | 大字鶴巻字根丸島・字宮地・字芦屋・字芦谷前・字三ノ輪・字雨沼前                                   |      |
| 鶴巻北二丁目 | つるまききた   | 1991年11月5日    | 1991年11月5日      | 大字鶴巻字雨沼・字芦谷前・字雨沼前・字蛇久保・字不弓引・字三ノ輪・字芦屋                         |      |
| 鶴巻北三丁目 | つるまききた   | 1991年11月5日    | 1991年11月5日      | 大字鶴巻字塩貝・字蛇久保・字芦谷屋前・字鶴巻・字大椿・字不弓引                                   |      |
| 鶴巻南一丁目 | つるまきみなみ | 1992年11月2日    | 1992年11月2日      | 大字鶴巻字大原・字三ノ輪・字請地・字塩貝・字宮ノ下・字鳥膚・字上ノ原・字巻頭、大字南矢名字塩河内 |      |
| 鶴巻南二丁目 | つるまきみなみ | 1992年11月2日    | 1992年11月2日      | 大字鶴巻字大原・字宮ノ上・字井ノ下・字下谷戸・字長町・字烏膚・字桜井、大字南矢名字塩河内         |      |
| 鶴巻南三丁目 | つるまきみなみ | 1992年11月2日    | 1992年11月2日      | 大字鶴巻字下谷戸・字堀之内・字広町・字島ノ崎・字身洗戸                                           |      |
| 鶴巻南四丁目 | つるまきみなみ | 1992年11月2日    | 1992年11月2日      | 大字鶴巻字三ノ輪・字北ノ下・字下谷戸・字大原・字宮ノ上・字杉ノ木・字芦谷前                       |      |
| 鶴巻南五丁目 | つるまきみなみ | 1992年11月2日    | 1992年11月2日      | 大字鶴巻字宮地・字根丸島・字芦屋・字杉ノ木                                                       |      |
| 南矢名一丁目 | みなみやな     | 1993年11月1日    | 1993年11月1日      | 大字南矢名字塩河内・字雑敷、大字北矢名字下塩河内・字雑敷・字南太夫窪・字尾崎・字上塩河内         |      |
| 南矢名二丁目 | みなみやな     | 1993年11月1日    | 1993年11月1日      | 大字南矢名字鳥啼・字五反田・字鳥啼谷戸                                                           |      |
| 南矢名三丁目 | みなみやな     | 1993年11月1日    | 1993年11月1日      | 大字南矢名字大原・字山伏・字砂田台、大字北矢名字矢名原                                           |      |
| 南矢名四丁目 | みなみやな     | 1993年11月1日    | 1993年11月1日      | 大字南矢名字砂田・字桂窪東・字髭取・字砂田台・字清水、大字北矢名字刈上・字矢名原                 |      |
| 南矢名五丁目 | みなみやな     | 1993年11月1日    | 1993年11月1日      | 大字南矢名字桂窪・字佃・字清水、大字北矢名字矢名原                                               |      |

| 町名             | 町名の読み         | 町区域新設年月日 | 住居表示実施年月日 | 住居表示実施前の町名等       | 備考 |
| ---------------- | ------------------ | ---------------- | ------------------ | ---------------------------- | ---- |
| 並木町           | なみきちょう       | 年月日           | 年月日             |                              |      |
| 弥生町           | やよいちょう       | 年月日           | 年月日             |                              |      |
| 春日町           | かすがちょう       | 年月日           | 年月日             |                              |      |
| 松原町           | まつばらちょう     | 年月日           | 年月日             |                              |      |
| 堀西             | ほりにし           | 1963年1月1日     | 未実施             |                              |      |
| 堀川             | ほりかわ           | 1963年1月1日     | 未実施             |                              |      |
| 堀山下           | ほりやました       | 1963年1月1日     | 未実施             |                              |      |
| 沼代新町         | ぬましろしんちょう | 年月日           | 年月日             |                              |      |
| 柳町一・二丁目   | やなぎちょう       | 年月日           | 年月日             |                              |      |
| 若松町           | わかまつちょう     | 年月日           | 年月日             |                              |      |
| 萩が丘           | はぎがおか         | 年月日           | 年月日             |                              |      |
| 曲松一・二丁目   | まがりまつ         | 年月日           | 年月日             |                              |      |
| 渋沢             | しぶさわ           | 1963年1月1日     | 未実施             |                              |      |
| 栃窪             | とちくぼ           | 1963年1月1日     | 未実施             |                              |      |
| 千村             | ちむら             | 1963年1月1日     | 未実施             |                              |      |
| 渋沢一〜三丁目   | しぶさわ           | 1990年10月1日    | 1990年10月1日      | 大字渋沢、大字栃窪           |      |
| 渋沢上一・二丁目 | しぶさわかみ       | 1998年6月1日     | 1998年6月1日       | 大字渋沢                     |      |
| 千村一〜五丁目   | ちむら             | 1998年6月1日     | 1998年6月1日       | 大字千村、大字渋沢、大字堀西 |      |

| 町名   | 町名の読み | 町区域新設年月日 | 住居表示実施年月日 | 住居表示実施前の町名等 | 備考 |
| ------ | ---------- | ---------------- | ------------------ | ---------------------- | ---- |
| 菖蒲   | しょうぶ   | 1963年1月1日     | 未実施             |                        |      |
| 三廻部 | みくるべ   | 1963年1月1日     | 未実施             |                        |      |
| 柳川   | やながわ   | 1963年1月1日     | 未実施             |                        |      |
| 八沢   | はっさわ   | 1963年1月1日     | 未実施             |                        |      |

### 市内の各地域
本町地区
- 市の中心となる市街地で、市役所等の公共施設も多く立地する。歴史的にも四ツ角など商業地域が発展し、秦野地域の中心を担ってきた。

南地区
- 秦野駅を中心に利便性の高い住環境が広がり、市街地の湧水スポットや渋沢丘陵の豊かな自然が見られる。西部にはスポーツや文化の中心であるカルチャーパークや、まとまった工業団地がある。

東地区
- 大山や自然観察の森、湧水や葛葉川といった自然と、源実朝御首塚や東田原中丸遺跡など歴史的資源を有する。市街地周辺には田園風景も見られる。

北地区
- 市街地のほとんどは住宅地として発展するほか、北部は県立秦野戸川公園や表丹沢野外活動センターをはじめ丹沢の自然を多く含む。

大根地区
- 東海大学が隣接し、学生が多く生活する。平塚市と接した住宅地のほか、弘法山や金目川沿いに農地もみられる。

鶴巻地区
- 鶴巻温泉があり、鶴巻温泉駅を中心に温泉郷と住宅地の両側面を持った街並みが広がる。伊勢原市や平塚市に隣接し生活圏がつながっている。

西地区
- 渋沢駅や国道246号を中心に発展しており、北は丹沢から南は渋沢丘陵まで南北に長い。桜土手古墳群や県立秦野戸川公園などを有し、工業地域もある。

上地区
- 地区の8割が農地または山林で、表丹沢県民の森など豊かな緑が広がる。四十八瀬川が流れる。

## 行政
- 市長：第18代・第19代 - 高橋昌和
- 副市長（2人制）
  - 第10代 - 内田賢司（2020年（令和2年）9月1日就任）
  - 第11代 - 髙橋正道（2022年（令和4年）10月5日就任）

### 歴代市長
1955年の市制施行以降
| 代 | 氏名       | 就任年月日                | 退任年月日                 | 備考                         |
| -- | ---------- | ------------------------- | -------------------------- | ---------------------------- |
| 1  | 中村新治   | 1955年（昭和30年）2月5日  | 1957年（昭和32年）2月16日  | 旧秦野町町長                 |
| 2  | 清水虎吉   | 1957年（昭和32年）3月17日 | 1961年（昭和36年）3月16日  |                              |
| 3  | 加藤喜太郎 | 1961年（昭和36年）3月17日 | 1965年（昭和40年）3月16日  |                              |
| 4  | 加藤喜太郎 | 1965年（昭和40年）3月17日 | 1969年（昭和44年）3月16日  |                              |
| 5  | 栗原藤次   | 1969年（昭和44年）3月17日 | 1973年（昭和48年）3月16日  |                              |
| 6  | 栗原藤次   | 1973年（昭和48年）3月17日 | 1977年（昭和52年）3月16日  |                              |
| 7  | 栗原藤次   | 1977年（昭和52年）3月17日 | 1981年（昭和56年）3月16日  |                              |
| 8  | 栗原藤次   | 1981年（昭和56年）3月17日 | 1981年（昭和56年）12月13日 | 任期中に急逝し、同日付退任。 |
| 9  | 柏木幹雄   | 1982年（昭和57年）1月31日 | 1986年（昭和61年）1月30日  |                              |
| 10 | 柏木幹雄   | 1986年（昭和61年）1月31日 | 1990年（平成2年）1月30日   |                              |
| 11 | 柏木幹雄   | 1990年（平成2年）1月31日  | 1994年（平成6年）1月30日   |                              |
| 12 | 二宮忠夫   | 1994年（平成6年）1月31日  | 1998年（平成10年）1月30日  |                              |
| 13 | 二宮忠夫   | 1998年（平成10年）1月31日 | 2002年（平成14年）1月30日  |                              |
| 14 | 二宮忠夫   | 2002年（平成14年）1月31日 | 2006年（平成18年）1月30日  |                              |
| 15 | 古谷義幸   | 2006年（平成18年）1月31日 | 2010年（平成22年）1月30日  |                              |
| 16 | 古谷義幸   | 2010年（平成22年）1月31日 | 2014年（平成26年）1月30日  |                              |
| 17 | 古谷義幸   | 2014年（平成26年）1月31日 | 2018年（平成30年）1月30日  |                              |
| 18 | 高橋昌和   | 2018年（平成30年）1月31日 | 2022年（令和4年）1月30日   |                              |
| 19 | 高橋昌和   | 2022年（令和4年）1月31日  | （現職）                   |                              |

### 財政
令和元年の指数を掲載。財政力は、県平均から下回るが、地方財政の健全化指標は、安定しており、特に将来負担比率は、県内33市町村中小田原市に次ぎ、2位となっており、財政の健全化が確認できる。
- 財政力
  - 財政力指数は0.89%（県平均0.92%）
  - 実質収支比率は3.3%(県平均2.6%)
  - 経常収支比率は95.3%(県平均94.8%)
- 健全化判断比率
  - 実質公債費比率は0.6%
  - 将来負担比率は17.6%

### 環境への取組み
- 2001年より持続可能な地域社会をつくる日本の環境首都コンテストに参加。第5回コンテストにおいて「奨励賞」を受賞。
- 環境省が推進する「2050年ゼロカーボンシティ」に取り組むことを表明している[9]。実現に向けて市内に所在する事業者や、市内を拠点に活動する事業者を中心に「はだの脱炭素コンソーシアム」を形成し、国際的課題である地球温暖化に取り組んでいる[10]。
- 2023年10月6日に葛葉川の峡谷部の葛葉緑地が環境省の自然共生サイトに認定された。これに伴い葛葉緑地は、国定公園など保護地域以外で生物多様性の保全に貢献するOECM(en:Other effective area-based conservation measures)として国際データベースに登録された[11]。
- 2025年2月27日に全国で104例目として、バイオマス産業都市に認定された。東京・神奈川・千葉・埼玉の1都3県では初の認定となる[12]。
- 2025年5月1日に日本自然保護協会(NACS-J)より、新たに群馬県みなかみ町、福島県只見町とともにネイチャーポジティブ自治体に認定された[13]。

## 議会

### 市議会
- 定数：24名
- 任期：2023年（令和5年）9月11日～2027年（令和9年）9月10日
- 議長：横山むらさき（公明党、5期）
- 副議長：原聡（無所属、2期）

| 会派名             | 議席数 | 議員名（◎は代表）                                                     |
| ------------------ | ------ | --------------------------------------------------------------------- |
| 志政会             | 7      | ◎小菅基司、高橋文雄、風間正子、川口薫、今井実、相原學、中村知也       |
| 創和会・市民クラブ | 7      | ◎福森真司、横溝泰世、阿蘇佳一、大野祐司、八尋伸二、小山田良弘、大塚毅 |
| ともにつくる秦野   | 4      | ◎古木勝久、原聡、桑原昌之、田中めぐみ                                 |
| 公明党             | 3      | ◎中村英仁、横山むらさき、間地薫                                       |
| 無会派             | 3      | 吉村慶一、伊藤大輔、石川潤                                            |
| 計                 | 24     |                                                                       |

### 神奈川県議会
2023年神奈川県議会議員選挙
- 選挙区：秦野市選挙区
- 投票日：2023年4月9日
- 当日有権者数：181,871人
- 投票率：36.64%

| 当落 | 候補者名 | 年齢 | 所属党派   | 新旧別 | 得票数   |
| ---- | -------- | ---- | ---------- | ------ | -------- |
| 当   | 神倉寛明 | 45   | 自由民主党 | 現     | 21,731票 |
| 当   | 谷和雄   | 62   | 無所属     | 新     | 14,130票 |
| 落   | 古谷一郎 | 48   | 無所属     | 新     | 11,435票 |

### 衆議院
- 選挙区：神奈川17区（小田原市、秦野市、南足柄市、足柄上郡、足柄下郡）
- 任期：2021年10月31日 - 2025年10月30日
- 当日有権者数：424,659人
- 投票率：56.98％

| 当落 | 候補者名   | 年齢 | 所属党派   | 新旧別 | 得票数    | 重複 |
| ---- | ---------- | ---- | ---------- | ------ | --------- | ---- |
| 当   | 牧島かれん | 45   | 自由民主党 | 前     | 131,284票 | ○    |
|      | 神山洋介   | 46   | 立憲民主党 | 元     | 89,837票  | ○    |
|      | 山田正     | 70   | 日本共産党 | 新     | 16,202票  |      |

## 経済
就業人口割合は第一次産業：第二次産業：第三次産業＝ 2.1% ： 28.9% ： 69.0% となっている。（2015年国勢調査）
| 農業 農業産出額 24億7000万円 （農林水産省「令和元年市町村別農業産出額データベース」） - 農業協同組合の所管 - JAはだの - 主な生産物 - 米（水稲） - 小麦（県内一位の産出額） - そば（県内一位の産出額） - いちご - ほうれんそう - きゅうり - 落花生 - シクラメン - 八重桜（全国シェア1位） | 工業 - 1950年代より、工業誘致を進め、1981年の東名高速道路秦野中井IC開通で企業立地が加速。 - 製造品出荷額等 584,437(百万円) 、県内市町村別では第7位の出荷額を誇る（平成31年県工業統計調査結果報告） - 大きく下記4ヶ所の工業団地を構える（かながわ産業立地情報） - 大秦野工業団地 - 堀山下テクノパーク - 平沢工業団地 - 東名秦野テクノパーク 商業 - 小売業年間販売額 126,889(百万円)(2015年の総務省による統計ダッシュボード調査) |

### 市内に本社・拠点・工場を置く主な企業
- 日立製作所　- 神奈川事業所
- 京セラ - 秦野工場（パワー半導体の研究・開発・製造）
- 日産車体 - 秦野事業所（テストコースや実験設備を備える）
- 日立Astemo - 秦野工場（旧ショーワ）
- コベルコマテリアル銅管　- 秦野工場
- しまむら　- 秦野商品センター
- 島津製作所　 - 秦野工場・研究所
- スタンレー電気 - 秦野テクニカルセンター（世界最長級の屋内試験施設等を備える）
- JA全農かながわ - 秦野綜合工場(全農で唯一の直営乾麺工場)
- アズビル - 秦野事業所
- レイモンジャパン - フランスの部品メーカー レイモン社の日本法人本社・工場
- シュッツ・コンテナ・システムズ - ドイツの化学メーカー シュッツ社の日本法人本社・工場
- イノアック技術研究所 - 秦野研究所
- 高砂スパイス　- 秦野工場
- ユー・エム・シー・エレクトロニクス - 神奈川事業所
- 日本瓦斯 - 秦野デポステーション
- ティラド - 秦野製作所
- 不二家　- 秦野工場（カントリーマアムやキャンディ等を生産。同社内最大規模の工場）
- ペルノックス - 本社、開発センター（2006年に荒川化学工業が100%の株式取得）
- DNライティング株式会社 - 工場
- クアーズテック - 秦野事業所（新製品・新技術の開発を行う技術開発センターなど同社の中枢拠点）
- 新晃工業 - 神奈川工場
- NITTAN - 本社工場、堀山下工場
- タカキベーカリー - 秦野工場
- リンレイ - 秦野工場、技術研究所
- トープラ  - 本社、秦野工場
- JR東日本環境アクセス - 弘済学園事業所
- YDKテクノロジーズ　- 秦野事業所（旧旧社名：横河電子機器株式会社）
- 山本海苔店 - 秦野工場
- 山王 - 秦野プレス技術センター
- 横浜油脂工業 - 秦野研究工場
- 中栄信用金庫 - 本店、支店
- 多治見無線電機 - 秦野工場
- 秦野ガス - 本社
- 金井酒造店 - 本店
- Zip Infrastructure - 秦野支社(2024年より福島県南相馬市へ本社移転)

### 市内で創業し移転した主な企業
- ダイクマ - 1951年呉服店として創業。2013年6月1日に株式会社ヤマダ電機（現：ヤマダホールディングス）に吸収合併。
- オーイズミ - 1974年株式会社大泉製作所をとして市内に設立。2002年に本社を厚木市に移転。
- タウンニュース - 1977年前身を市内にて設立。タウンニュース秦野版を発行。2012年に横浜市青葉区に本社移転。

### 金融機関
| 郵便貯金銀行 - ゆうちょ銀行 - 秦野店 都市銀行 - みずほ銀行 - 秦野支店 地方銀行 - 横浜銀行 - 秦野支店、東海大学駅前支店 - 静岡銀行 - 秦野支店 - スルガ銀行 - 秦野支店 第二地方銀行 - 神奈川銀行 - 下大槻支店 - 静岡中央銀行 - 渋沢支店 | 信用金庫 - 中栄信用金庫 - 本店営業部、市内7支店 - 平塚信用金庫 - 東海大学駅前支店 - さがみ信用金庫 - 渋沢支店、秦野駅プラザ支店 労働金庫 - 中央労働金庫 - 秦野支店 新たな形態の銀行 - イオン銀行 - イオン秦野店 証券 - 水戸証券 - 秦野支店 - 大和証券 - 厚木支店秦野営業所 - 共和証券 - 秦野支店 |

## 姉妹都市
| - 姉妹都市 - 諏訪市（長野県） 1984年（昭和59年）10月25日提携 | - 姉妹都市 - パサデナ（アメリカ合衆国テキサス州） 1964年（昭和39年）9月29日提携 - 友好都市 - 坡州市（大韓民国京畿道） 2005年（平成17年）10月20日提携 |

## 災害協定締結都市
以下の都市と災害時における相互応援等の協定を締結している（協定別）。
- 藤沢市、平塚市、茅ヶ崎市、伊勢原市、寒川町、大磯町、二宮町（湘南地区4市3町）
- 厚木市、伊勢原市、愛川町、清川村（2市1町1村）
- 中井町、大井町、松田町（1市3町）
- 東京都日野市（防災姉妹都市協定）
- 静岡県富士宮市
- 長野県諏訪市、静岡県伊東市、長崎県壱岐市
- 岩手県北上市
- 新潟県柏崎市
- 北海道豊頃町、福島県相馬市、南相馬市、大熊町、浪江町、飯舘村、茨城県筑西市、桜川市、栃木県真岡市、那須烏山市、茂木町、日光市、神奈川県小田原市、静岡県掛川市、御殿場市、三重県大台町（全国報徳市町村協議会加盟都市[17]）
- 岐阜県関市

## 教育
| - 東海大学湘南キャンパス 施設のほとんどは平塚市内にあるが、10号館と13号館が市境を跨いだ秦野市にある - 上智大学短期大学部（2025年度より募集停止） - アイム湘南理容美容専門学校 - マジオワークライセンススクール秦野校 - 神奈川県立西部総合職業技術校（かなテクカレッジ西部） 2013年4月に高等職業技術校4校を統合して開校。 - 神奈川県立秦野高等学校 - 神奈川県立秦野総合高等学校 - 神奈川県立秦野曽屋高等学校 - 秦野市立大根中学校 - 秦野市立北中学校 - 秦野市立渋沢中学校 - 秦野市立鶴巻中学校 - 秦野市立西中学校 - 秦野市立東中学校 - 秦野市立本町中学校 - 秦野市立南中学校 - 秦野市立南が丘中学校 | - 秦野市立大根小学校 - 秦野市立上小学校（小規模特認校） - 秦野市立北小学校 - 秦野市立渋沢小学校 - 秦野市立末広小学校 - 秦野市立鶴巻小学校 - 秦野市立西小学校 - 秦野市立東小学校 - 秦野市立広畑小学校 - 秦野市立堀川小学校 - 秦野市立本町小学校 - 秦野市立南小学校 - 秦野市立南が丘小学校 - 秦野市立本町幼稚園 - 秦野市立南幼稚園 - 秦野市立東幼稚園 - 秦野市立北幼稚園 - 秦野市立大根幼稚園 - 秦野市立西幼稚園 - 秦野市立上幼稚園 - ペコちゃんこども園ほりかわ（公私連携幼保連携型）（旧秦野市立ほりかわ幼稚園） - サンキッズみなみがおかこども園（公私連携幼保連携型）（旧秦野市立みなみがおか幼稚園） - 私立つるまき幼稚園 - 私立西秦野幼稚園 - 神奈川県立秦野支援学校 |

## 施設

### 文化・体育施設
- 秦野市カルチャーパーク[18]
  - 秦野市文化会館（クアーズテック秦野カルチャーホール）
  - 秦野市立図書館（本館を中心に市内11ヶ所の公民館に図書室を設置）
    - 前田夕暮記念室
    - はだの浮世絵ギャラリー

  - 秦野市総合体育館（メタックス体育館はだの）
- 秦野市立おおね公園（NITTANパークおおね）[19]

- 神奈川県立秦野戸川公園（市内西部に位置する広さ36.1haの都市公園）
  - はだの丹沢クライミングパーク
市営のボルダリング施設でIFSCクライミング世界選手権八王子大会（東京2020オリンピック代表選考会）のボルダリングウォールと2016希望郷いわて国体のボルダリングウォールを移設設置している。2021年開業。山岳スポーツセンターのリードウォール・スピードウォールと合わせてスポーツクライミング競技の3種目に対応。
- 桜土手古墳公園はだの歴史博物館
- 秦野市立宮永岳彦記念美術館
- 奥津国道美術館

| 警察署 - 神奈川県秦野警察署 交番・駐在所 - 秦野駅前交番 - 渋沢交番 - 鶴巻交番 - 東海大学駅前交番 - 南が丘交番 - 桜町交番 - 斉ヶ分駐在所 - 名古木駐在所 - 東田原駐在所 - 菩提駐在所 - 戸川駐在所 - 堀西駐在所 - 菖蒲駐在所 消防本部 - 秦野市消防本部 - 管轄区域は秦野市全域、山岳救助隊を配置 消防署・分署 - 秦野市消防署 - 西分署 - 大根分署 - 南分署 - 鶴巻分署 集配郵便局 - 秦野郵便局（ゆうちょ銀行直営店） - 北秦野郵便局 - 渋沢駅前郵便局 - 鶴巻郵便局 - 西秦野郵便局 - 秦野駅前郵便局 - 秦野北矢名郵便局 - 秦野下大槻郵便局 - 秦野東海大学前郵便局 - 秦野文京郵便局 - 秦野曲松郵便局 - 秦野緑郵便局 - 秦野南が丘郵便局 - 東秦野郵便局 | 日本医師会2020年11月現在の地域内医療機関情報の集計値（人口10万人あたりは、2015年国勢調査総人口で計算）によると、近隣（湘南西部）の平塚市・伊勢原市と比較すると地域医療資源は若干劣る一方、大磯町・二宮町と比較すると充実している。地域介護資源は湘南西部地域で最も充実している傾向にある。 主な病院 - 国立病院機構神奈川病院 - 秦野赤十字病院（神奈川DMAT指定医療機関） - 丹沢病院 - 秦野市休日夜間急患診療所 公民館 市内に11ヶ所の公民館を設置。 児童館 児童に健全な遊びの機会を与え、その健康を増進し、情操を豊かにすることを目的に、市内に18館の児童館（児童センター）を設置。 その他の主な会館 - 秦野市保健福祉センター - 子育て世代包括支援センター（同センター内に常駐） - 秦野市観光協会 - 秦野市商工会議所 独立行政法人 - 日本バイオアッセイ研究センター（2024年3月末閉所） |

## 交通

### 鉄道
小田急電鉄（小田急）
 小田原線
鶴巻温泉駅 - 東海大学前駅 - 秦野駅 - 渋沢駅
- 市内を東西に走り、4駅とも快速急行・急行・各駅停車の停車駅である。快速急行・急行が4駅停車するのは市町村単位では路線内最多。
- 秦野駅は特急ロマンスカー停車駅であり、朝の通勤時間帯には同駅始発の特急ロマンスカーが数本設定されている。
- 秦野駅橋上駅舎は1996年に完成し、1997年に現・グッドデザイン賞受賞、1998年に関東の駅百選選定。
- 東海大学前駅が賃貸住宅仲介を行うAPAMANが行ったアパマンショップ公式サイトユーザーを対象にした「2025年度版 住みたい駅ランキング」にて関東エリア3位に選定された。

#### かつて存在した鉄道
- 湘南軌道（1937年8月25日廃止）

| バス 高速バス JR 東名ハイウェイバス （ JRバス関東 ・ JRバステック ・ JR東海バス ） - （ 東京 ・ 静岡 線） 小田急ハイウェイバス - （ 新宿 ・ 箱根 線）、（ 箱根 ・ 羽田空港 線） 上記、高速バス路線が 秦野バスストップ に停車する。 路線バス 神奈川中央交通 （神奈中バス） 神奈川中央交通秦野営業所 （高砂車庫） 神奈川中央交通伊勢原営業所 コミュニティバス 行け行けぼくらのかみちゃん号 - （市内上地区にて運行） [ 23 ] | 道路 高速道路・有料道路 E1 東名高速道路 ： 秦野中井IC - 秦野バスストップ E1A 新東名高速道路 ： 秦野丹沢SA/SIC - 新秦野IC 厚木秦野道路 （計画中）：秦野中井IC - 渋沢IC - 秦野西IC 一般国道 国道246号 国道255号 主要地方道 神奈川県道62号平塚秦野線 神奈川県道70号秦野清川線 神奈川県道71号秦野二宮線 一般県道 神奈川県道612号上粕屋南金目線 神奈川県道613号曽屋鶴巻線 神奈川県道614号南矢名東海大学前停車場線 神奈川県道701号大山秦野線 神奈川県道704号秦野停車場線 神奈川県道705号堀山下秦野停車場線 神奈川県道706号丹沢公園松原町線 神奈川県道707号渋沢停車場線 神奈川県道708号秦野大井線 神奈川県道710号神縄神山線 |

### 隣接・近接市町村・県内主要都市への公共交通機関での連絡
- 平塚市・二宮町・中井町 - 秦野駅から神奈川中央交通バス
- 厚木市・伊勢原市・松田町・小田原市・開成町・海老名市・相模原市・藤沢市 -大和市- 市内各駅から小田急小田原線・小田急江ノ島線
- 山北町・大井町 - 市内各駅から小田急小田原線で新松田駅へ。新松田駅から御殿場線
- 清川村 - 市内各駅から小田急小田原線で本厚木駅へ。本厚木駅から神奈川中央交通バス
- 大磯町 - 秦野駅から二宮駅へ。二宮駅から東海道線
- 横浜市 - 市内各駅から小田急小田原線で海老名駅へ。海老名駅から相鉄本線
- 川崎市 - 市内各駅から小田急小田原線で登戸駅へ。登戸駅から南武線

## 観光・文化財
秦野市の年間延べ観光客数は年間454.7万人、うち宿泊客は7.0万人でわずか1.5%、観光客消費額は合計57.8億円、一人当たり1273円（2023年）。地点別では神奈川県立秦野戸川公園が62.3万人、弘法山が50.1万人、ヤビツ峠が48.9万人、大倉（丹沢山等の登山口）が42.7万人、鶴巻温泉が18.3万人。イベントでは秦野たばこ祭が35.9万人、市民の日が13.4万人、秦野丹沢まつりが5.4万人。
| 名所・旧跡 名所 秦野盆地湧水群 （ 名水百選 ） 弘法の清水 若竹の泉 今泉名水桜公園 まほろば大橋 （ かながわの橋100選 ） 遺跡・旧跡 桜土手古墳 公園 はだの歴史博物館 波多野城址 寺社 曽屋神社 （曾屋神社） 出雲大社相模分祠 白笹稲荷神社 金剛寺 源実朝公 御首塚 宝蓮寺大日堂 - 神奈川県指定文化財 潭廣院 延命地蔵 白泉寺のシダレザクラ 浄徳寺菖蒲園 医王山東光寺（矢名薬師） | レジャー・温泉 公園・温泉 神奈川県立秦野戸川公園 はだの丹沢クライミングパーク 秦野市カルチャーパーク （ 日本の都市公園100選 、 かながわの公園50選 ） 鶴巻温泉 景勝地・ハイキング 弘法山 公園（ かながわの景勝50選 、かながわの探鳥地50選、 かながわの花の名所100選 ソメイヨシノ ） 震生湖 （ 国指定文化財 、 かながわの探鳥地50選 ） 四十八瀬川 （ 小田急ロマンスカー のポスター撮影地でもある） 名古木 の 棚田 （ 農林水産省 ポスト棚田百選） 葛葉峡谷 登山・キャンプ 丹沢山地 塔ノ岳 鍋割山 大山 三ノ塔 二ノ塔 ヤビツ峠 菜の花台（ 日本の夜景100選 ） 丹沢大山国定公園 ・ 神奈川県立丹沢大山自然公園 神奈川県表丹沢県民の森 |

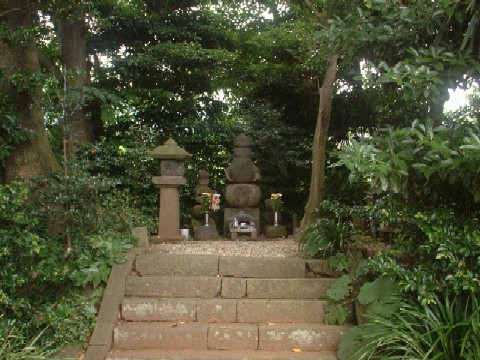
源実朝公御首塚
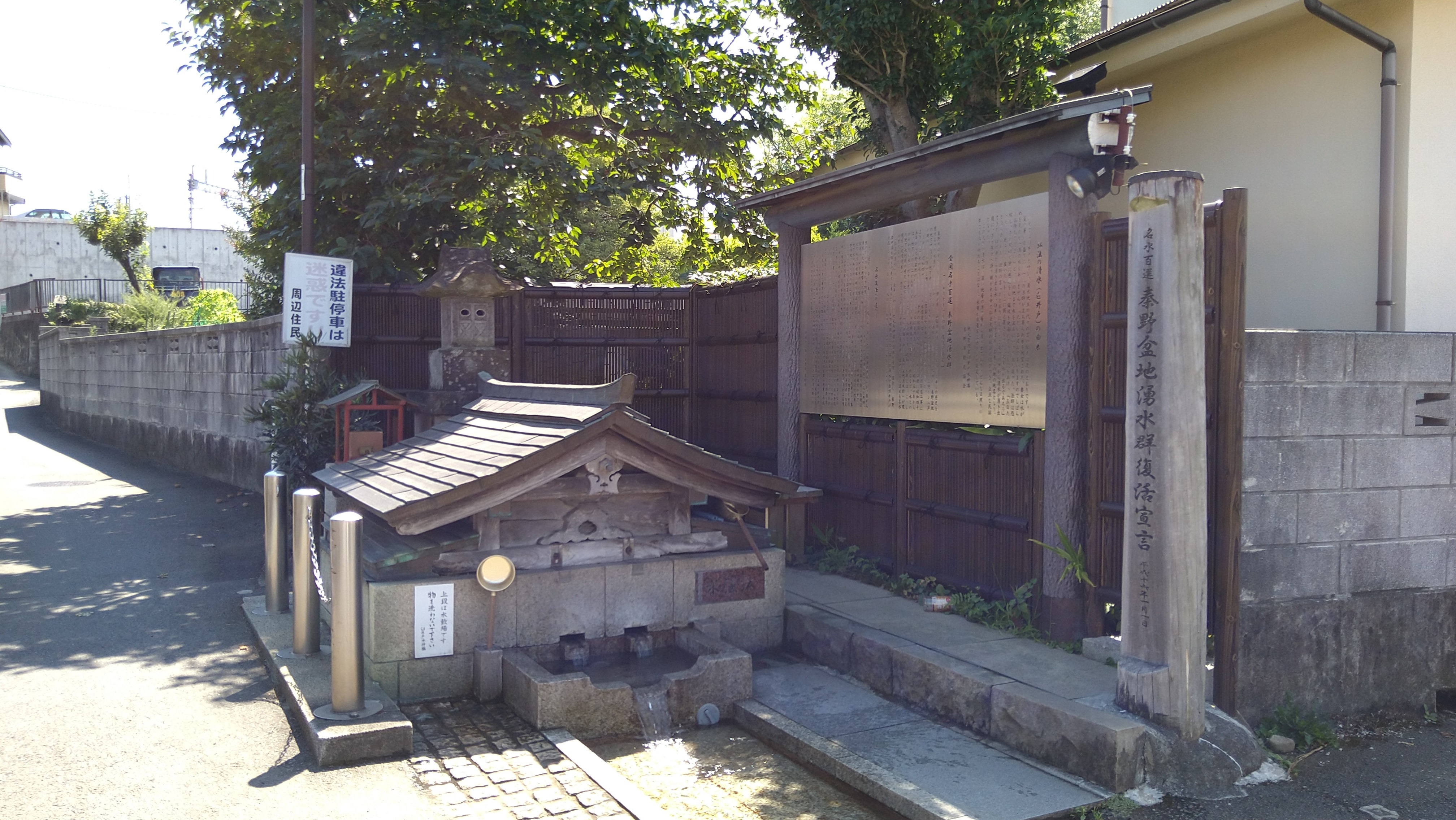
弘法の清水
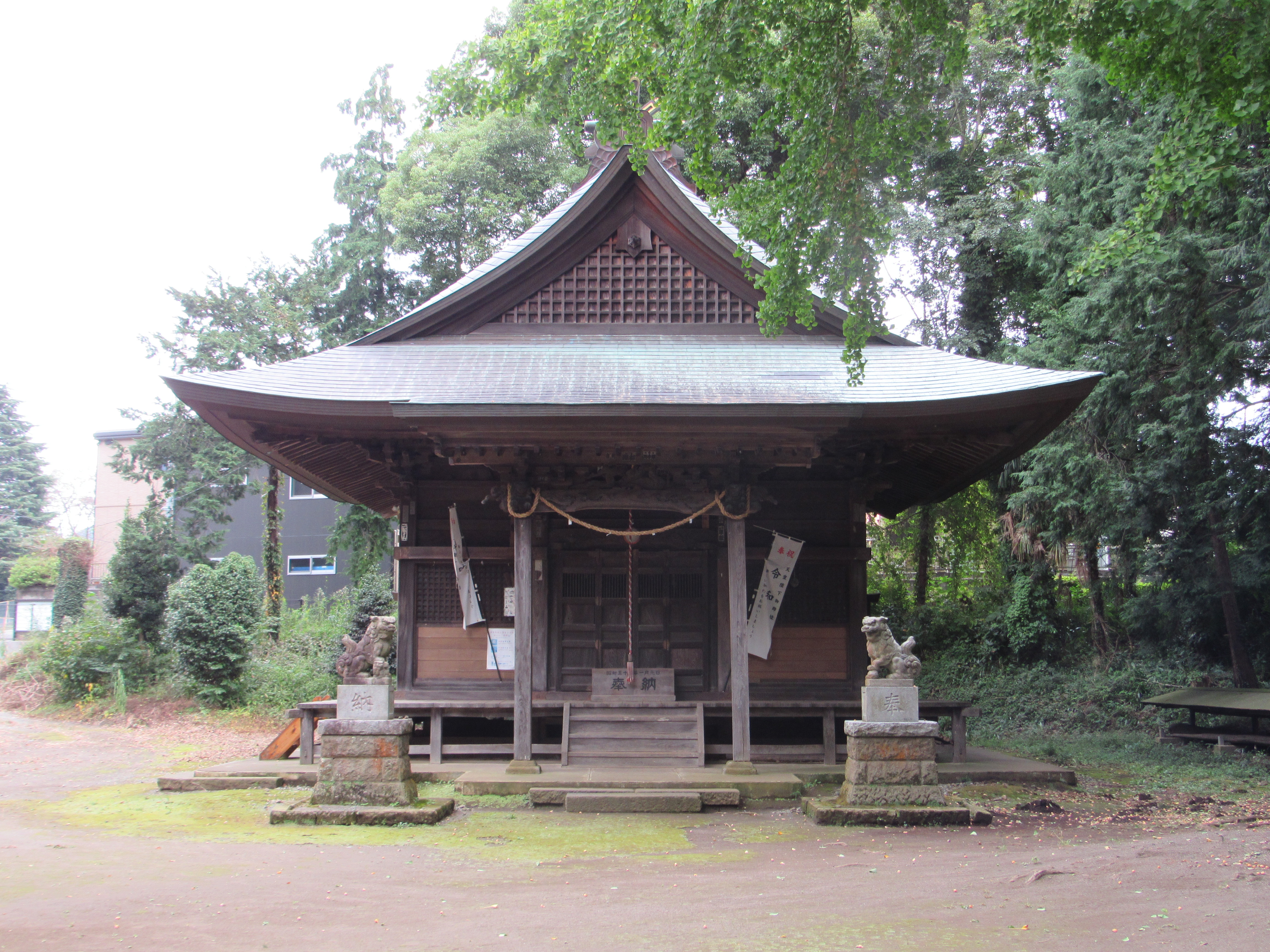
東田原神社
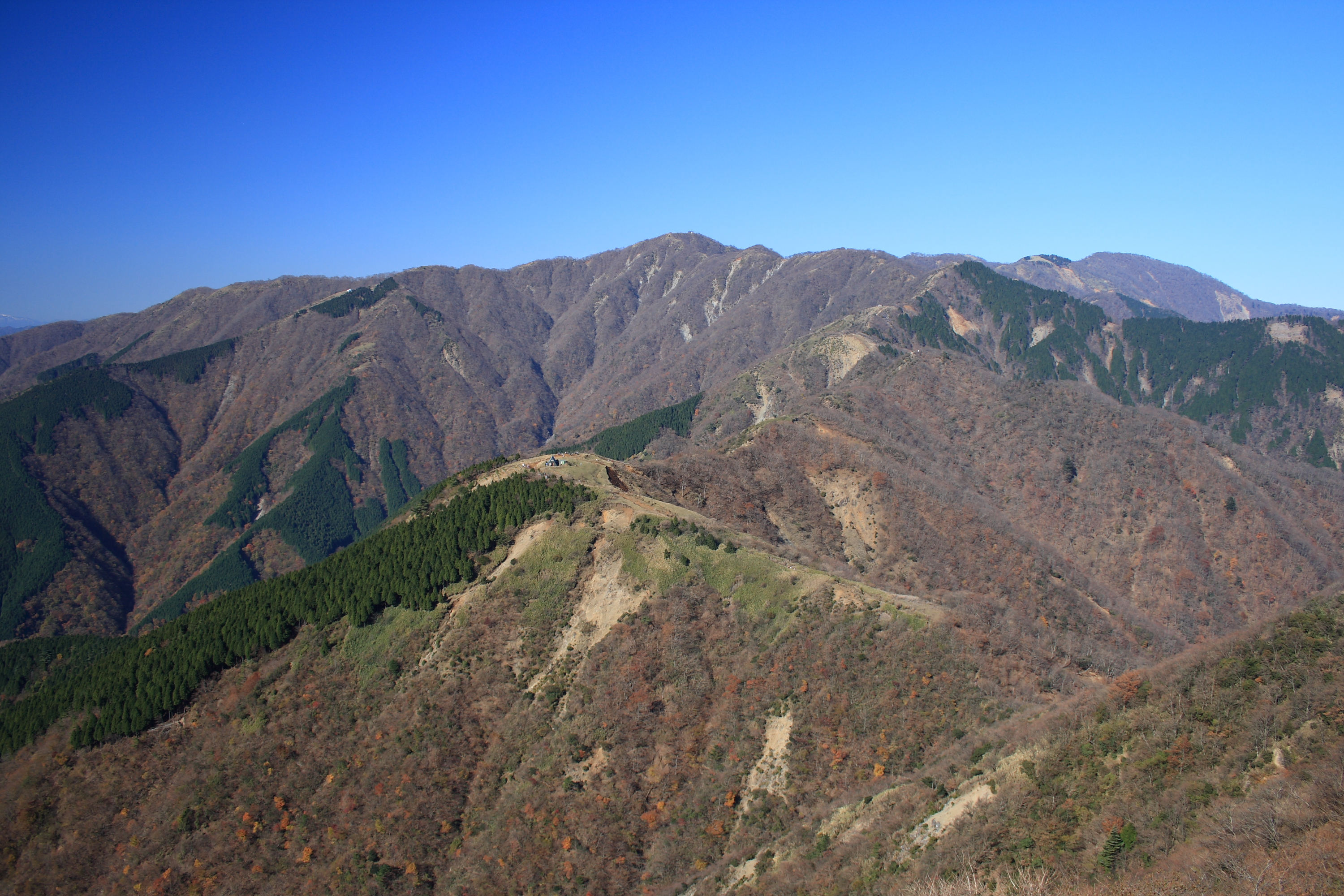
三ノ塔から望む秋の塔ノ岳
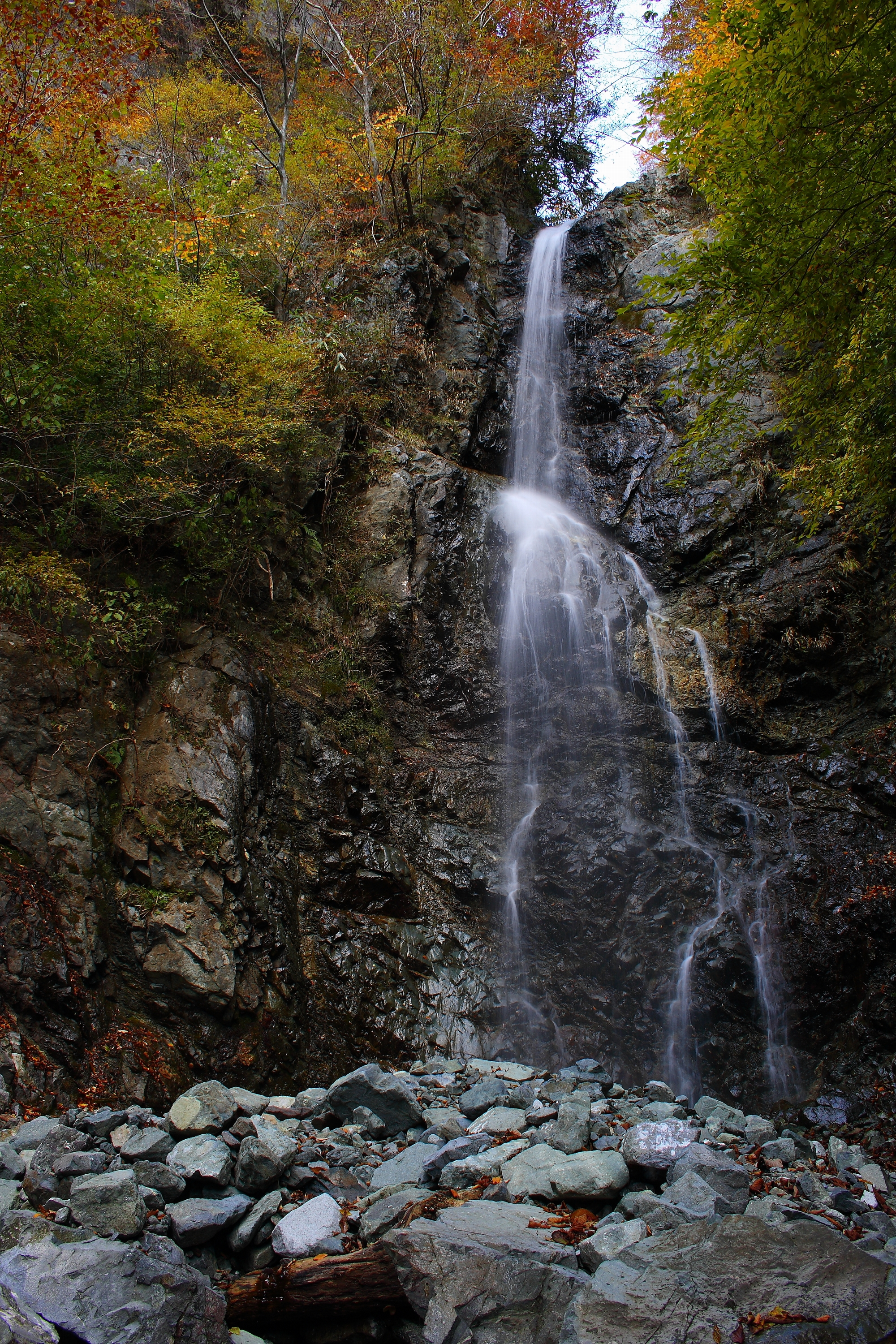
鍋割山の南、四十八瀬川支流のミズヒ沢にかかるミズヒ大滝。

| - 白笹稲荷神社初午祭（2月） - 秦野丹沢まつり（4月、表丹沢の山開き） - 鶴巻温泉春まつり（4月29日、昭和の日） - 丹沢ボッカ駅伝競走大会（6月） - 秦野市商工まつり（5月） - 曾屋神社（曽屋神社）例大祭（7月） - 瓜生野百八松明（8月） - 秦野たばこ祭（9月） - 市民の日（11月3日、文化の日） | 主な宿泊施設 旅館・ホテル 元湯・陣屋 （ 鶴巻温泉 ） - 創業1918年の老舗旅館 大和旅館（鶴巻温泉） はだの万葉倶楽部 グランドホテル神奈中秦野 宿泊施設・山小屋 神奈川県立山岳スポーツセンター（ 秦野戸川公園 ） 鍋割山荘 （鍋割山） 尊仏山荘 （ 塔ノ岳 ） |

### 文化財
| 番号 | 名称                               | 種別                               | 登録年月日     | 所在地                 | 時代区分   | 備考                                               |
| ---- | ---------------------------------- | ---------------------------------- | -------------- | ---------------------- | ---------- | -------------------------------------------------- |
| 1    | 震生湖                             | 登録記念物（動物植物地質鉱物関係） | 2021年3月26日  | 秦野市，足柄上郡中井町 |            |                                                    |
| 2    | 曽屋水道                           | 登録記念物（遺跡関係）             | 2017年10月13日 | 秦野市                 | 明治～大正 | 全国に先駆けた土管による近代上水道                 |
| 3    | 五十嵐商店第一号倉庫               | 産業3次建築物                      | 2017年10月27日 | 本町二丁目2687         | 昭和初期   |                                                    |
| 4    | 五十嵐商店第二号倉庫               | 産業3次建築物                      | 2017年10月27日 | 本町二丁目2687         | 昭和初期   |                                                    |
| 5    | 五十嵐商店第三号倉庫               | 産業3次建築物                      | 2017年10月27日 | 本町二丁目2687-1       | 昭和初期   |                                                    |
| 6    | 五十嵐商店第四号倉庫及び第五号倉庫 | 産業3次建築物                      | 2017年10月27日 | 本町二丁目2687         | 昭和初期   |                                                    |
| 7    | 五十嵐商店店舗兼主屋               | 産業3次建築物                      | 2017年10月27日 | 本町二丁目2687         | 昭和初期   | 現在1階部分は喫茶店として営業してる                |
| 8    | 宇山商事店舗兼主屋                 | 産業3次建築物                      | 2017年6月28日  | 寿町2202               | 昭和初期   | 現在でも燃料や米を販売                             |
| 9    | 旧芦川家住宅主屋（緑水庵）         | 住宅建築物                         | 2020年4月3日   | 蓑毛字中里269-2        | 昭和初期   | 1991年現在地に移築                                 |
| 10   | 猿渡堰堤                           | 治山治水土木構造物                 | 2003年3月18日  | 堀山下・戸川           | 昭和初期   | 神奈川県所有                                       |
| 11   | 戸川堰堤                           | 治山治水土木構造物                 | 2003年3月18日  | 堀山下・戸川           | 昭和初期   | 神奈川県所有                                       |
| 12   | 山ノ神堰堤                         | 治山治水土木構造物                 | 2003年3月18日  | 堀山下・戸川           | 江戸       | 神奈川県所有                                       |
| 13   | 蓑毛大日堂                         | 宗教建築物                         | 2017年10月27日 | 蓑毛字上川原721        | 江戸       | 大山の登山口にあり山岳信仰の拠点として信仰を集めた |
| 14   | 蓑毛不動堂                         | 宗教建築物                         | 2017年10月27日 | 蓑毛字上川原723        | 江戸       |                                                    |
| 15   | 蓑毛地蔵堂                         | 宗教建築物                         | 2017年10月27日 | 蓑毛字上川原724        | 江戸       |                                                    |
| 16   | 蓑毛大日堂仁王門                   | 宗教建築物                         | 2017年10月27日 | 蓑毛字上川原721        | 江戸       |                                                    |

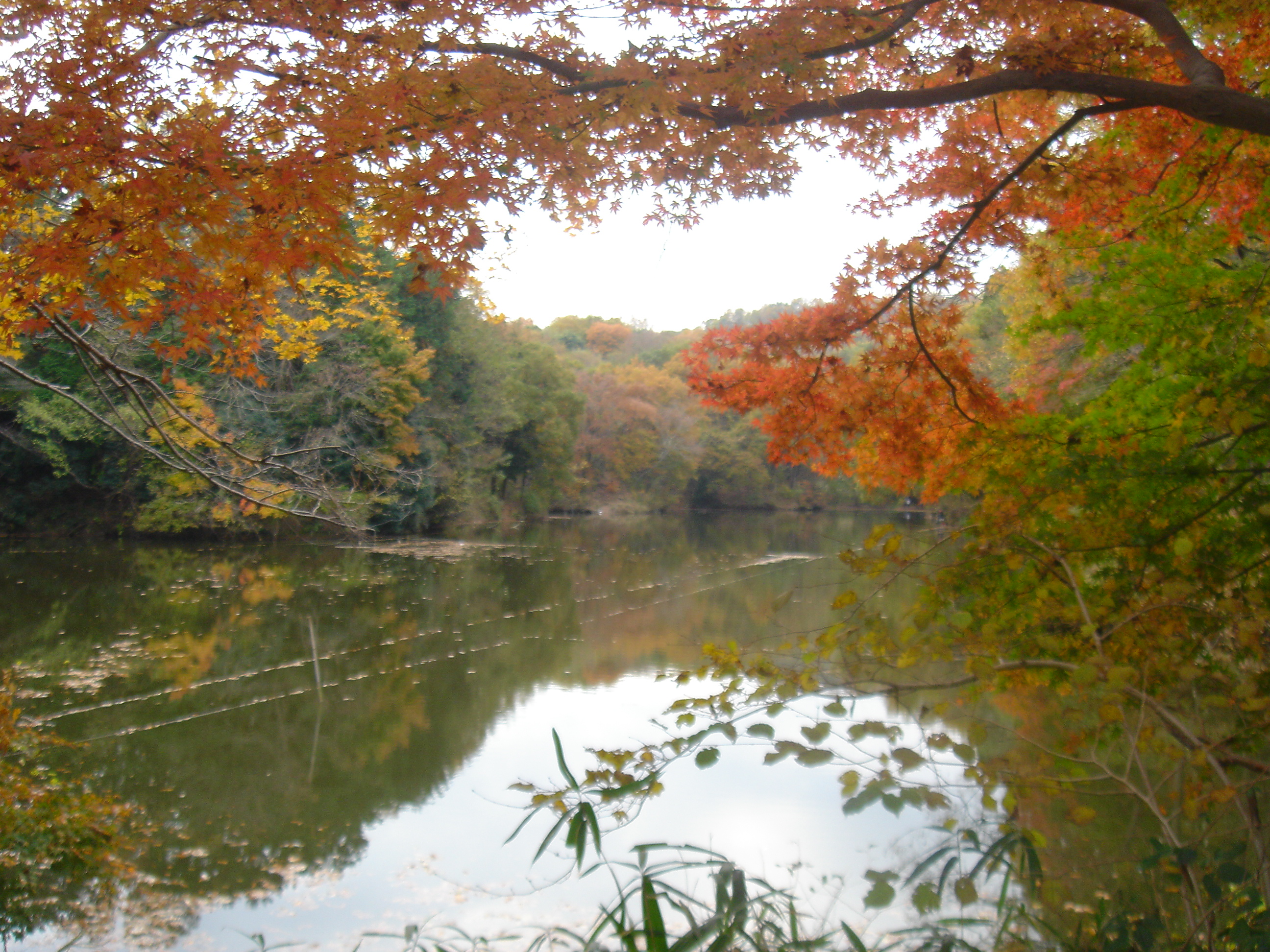
震生湖
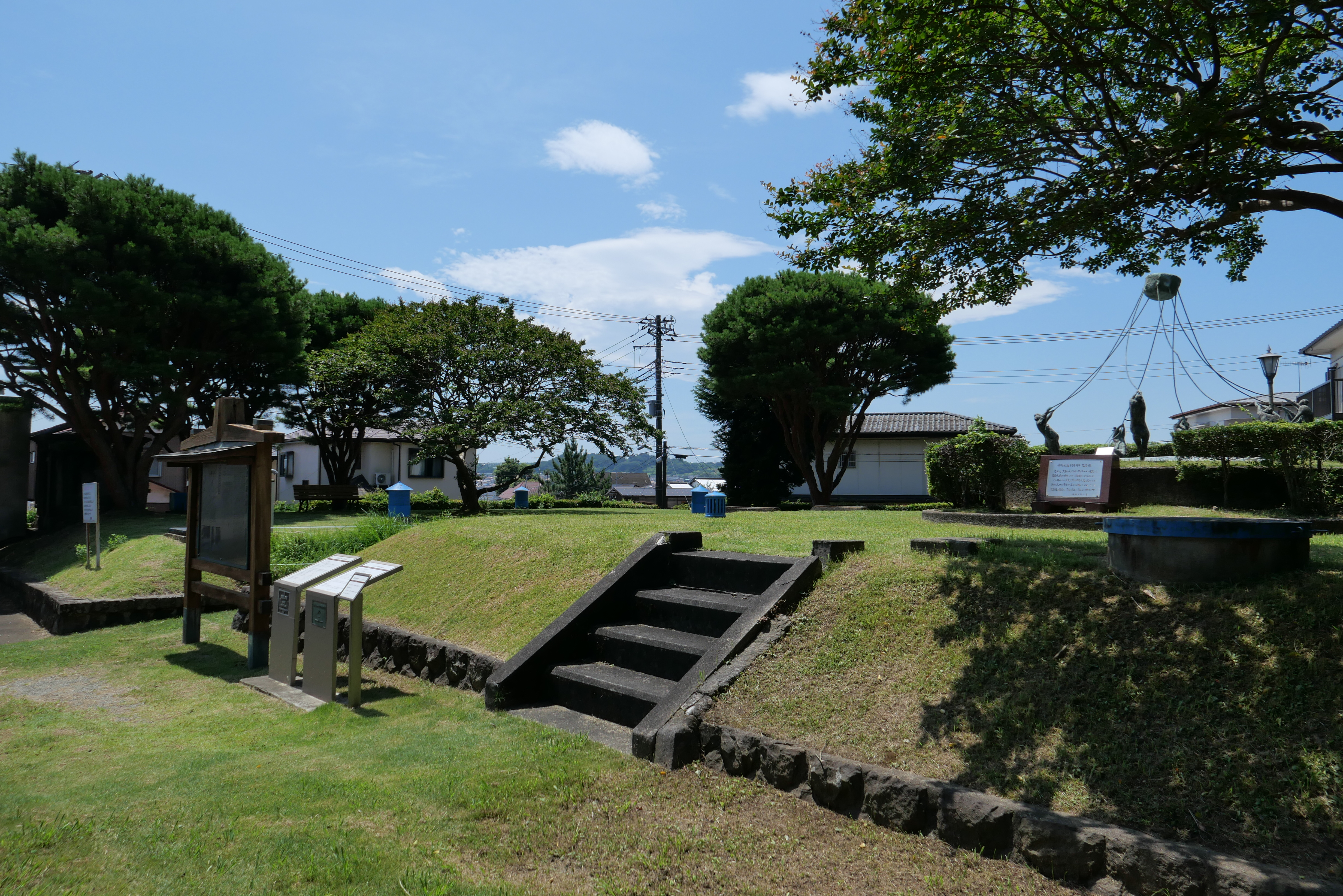
曽屋水道（左奥の盛り土が大正期の地下配水池、右手前が昭和期の地下配水池）
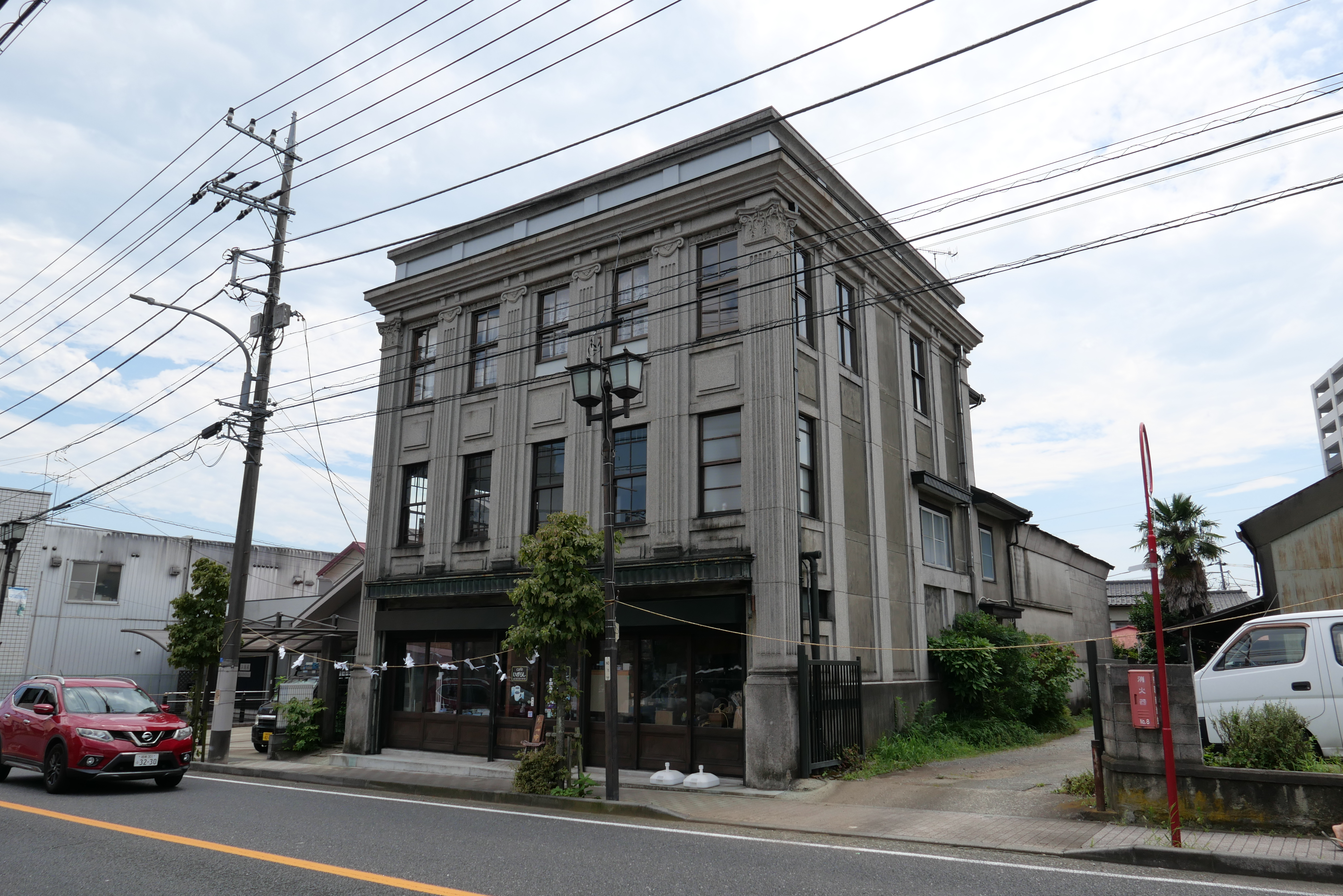
五十嵐商店店舗兼主屋

### 野外彫刻
- 1986年に21のシンボル事業からなる「秦野アメニティタウン計画」を策定。その中で、水や緑を背景に、その場にふさわしい彫刻を設置し、人々にうるおいと安らぎを与える都市空間の創出を目指した「彫刻のあるまちづくり事業」が発足した。
- 1987年に開催した「丹沢野外彫刻展」を契機に、駅前広場や公園などの公共空間に野外彫刻を設置している。
- 1989年には「潤いのあるまちづくり」優良地方公共団体表彰を受賞[28]。

| 番号 | 作品名                                       | 作者                                  | 素材                                                 | 寸法(センチメートル) | 設置場所                                       | 設置時期     | 備考                                                 |
| ---- | -------------------------------------------- | ------------------------------------- | ---------------------------------------------------- | -------------------- | ---------------------------------------------- | ------------ | ---------------------------------------------------- |
| 1    | 窓                                           | 北島一夫                              | 花崗岩(白糸)                                         | 260×230×80           | 秦野市カルチャーパーク陸上競技場沿い           | 昭和62年9月  | 丹沢野外彫刻展入選作品（優秀賞）                     |
| 2    | 集積Ｉ                                       | 岡本勝利                              | 石、ステンレス、セメント、ポリエステル樹脂           | 90×300               | 中栄信金スタジアム秦野前                       | 昭和62年9月  | 丹沢野外彫刻展 入選作品                              |
| 3    | Od octave-2                                  | 若江漢字                              | コールテン鋼 ステンレス                              | 300×290×170          | 秦野市立図書館前自由広場                       | 昭和63年5月  | 丹沢野外彫刻展 入選作品                              |
| 4    | あなたと・・・(時は流れて)                   | 武荒信顕                              | 鋼板、合成樹脂ペイント、ステンレス、ボールベアリング | 458×500×500          | 秦野市立図書館前自由広場                       | 平成2年9月   | 丹沢野外彫刻展 入選作品（最優秀賞）                  |
| 5    | 紙の塔                                       | 山縣壽夫                              | キャストブロンズ                                     | 320×60               | 秦野市立図書館前自由広場                       | 昭和62年9月  | 丹沢野外彫刻展 入選作品                              |
| 6    | 悠 Ｉ                                        | 速水史朗                              | 黒御影石                                             | 400×140×40           | 秦野市立図書館前自由広場                       | 昭和62年9月  | 丹沢野外彫刻展 入選作品（優秀賞）                    |
| 7    | 五日食石：1987～2000A.D.III                  | 濱坂渉                                | 大理石、花崗岩                                       | 150×500×300          | 秦野市立図書館前自由広場                       | 昭和62年9月  | 丹沢野外彫刻展 入選作品                              |
| 8    | 石・もの性の崩壊(for Pavement)               | 岡本敦生                              | 白御影石                                             | 140×1200×1000        | 秦野市立図書館前自由広場                       | 昭和62年9月  | 丹沢野外彫刻展 入選作品（優秀賞）                    |
| 9    | FIGURES-LINE                                 | 松尾光伸                              | セラミック、ステンレス                               | 250×1010×115         | 秦野市立図書館前自由広場                       | 平成3年2月   | 丹沢野外彫刻展 入選作品                              |
| 10   | ROPE Ｉ                                      | 岸豊治                                | ステンレススチール                                   | 520×160×190          | 秦野市立図書館前自由広場                       | 昭和62年9月  | 丹沢野外彫刻展 入選作品                              |
| 11   | ふたたび                                     | 井上玲子                              | アルミニウム                                         | 240×250×110          | クアーズテック秦野カルチャーホール             | 昭和63年5月  | 丹沢野外彫刻展 入選作品                              |
| 12   | 門状彫刻 メタモルフェー                      | 林田滋                                | 石                                                   | 153×95×34            | クアーズテック秦野カルチャーホール             | 昭和55年10月 |                                                      |
| 13   | 石塔状彫刻 魂                                | 伊藤正人                              | 石                                                   | 70×168×60            | クアーズテック秦野カルチャーホール             | 昭和55年10月 |                                                      |
| 14   | LOUCUS IN THE SKY 87                         | 大隅秀雄                              | ステンレス、真鍮、銅、鉄、アルミニウム、ベアリング   | 580×780×420          | クアーズテック秦野カルチャーホール             | 昭和63年5月  | 丹沢野外彫刻展 入選作品                              |
| 15   | 噴水状彫刻 メタモルフェー                    | 林田滋                                | 石                                                   | 128×89×32            | クアーズテック秦野カルチャーホール             | 昭和55年10月 |                                                      |
| 16   | 風                                           | 井上久照                              | ブロンズ                                             | 84×320×86            | クアーズテック秦野カルチャーホール             | 昭和55年10月 |                                                      |
| 17   | 階段状彫刻 メタモルフェー                    | 林田滋                                | 石                                                   | 25×80×75             | クアーズテック秦野カルチャーホール市民広場西側 | 昭和55年10月 |                                                      |
| 18   | INTERSECTION                                 | 内田晴之                              | ステンレス、鋼板、マグネット、塗料                   | 250×445×260          | メタックス体育館はだの（総合体育館）南側       | 昭和62年9月  | 丹沢野外彫刻展 入選作品（優秀賞）                    |
| 19   | よいとまけの歌                               | 中垣克久                              | ブロンズ、ポリエステル                               | 300×300×300          | 曽屋水道記念公園                               | 平成2年2月   | 丹沢野外彫刻展 入選作品                              |
| 20   | 丹沢の木                                     | 空充秋                                | 白、黒御影石                                         | 600×100×100          | 秦野市役所構内                                 | 昭和63年5月  | 丹沢野外彫刻展 入選作品                              |
| 21   | 君を待つ風                                   | 会田富二男                            | 黒御影石                                             | 100×100×100          | しもかわらぶち公園                             | 平成元年4月  | ‘89夢のかけ橋彫刻展 本制作作品                       |
| 22   | COSMIC RING                                  | 横山徹                                | 黒御影石                                             | 300×300×70           | まほろば大橋                                   | 平成元年10月 | ‘89夢のかけ橋彫刻展 本制作作品                       |
| 23   | 生命の詩                                     | 西巻一彦                              | 本小松石                                             | 300×300×90           | まほろば大橋                                   | 平成元年10月 | ‘89夢のかけ橋彫刻展 本制作作品                       |
| 24   | 地球環境保全像                               | 後藤良二                              | FRP、白御影石、ステンレス                            | 285×250×168          | 秦野駅北口広場                                 | 平成3年3月   | 秦野ロータリークラブ創立30周年記念に伴う寄附         |
| 25   | 母子像                                       | 佐藤助雄                              | ブロンズ                                             | 184×90×75            | 秦野駅北口広場                                 | 平成元年9月  | 遺族から市へ寄贈                                     |
| 26   | 雲のある風景                                 | 村中保彦                              | ステンレス、SUS304（キャスト部分SUS303）             | 235×740×630          | 秦野駅南口広場                                 | 平成9年11月  | 水とみどりの彫刻 本制作作品                          |
| 27   | 異石風景                                     | 佐藤尚宏                              | 白御影石                                             | 975×890×260          | 秦野駅南口広場                                 | 平成9年11月  | 水とみどりの彫刻 本制作作品                          |
| 28   | 風                                           | 永廣隆次                              | 白御影石                                             | 630×550×700          | 秦野駅南口広場                                 | 平成9年11月  | 水とみどりの彫刻 本制作作品                          |
| 29   | COSMIC IN HADANO-contour「切り取られた地層」 | 楠田信吾                              | 黒御影石、強化ガラス                                 | 300×577×309          | 秦野駅南口広場                                 | 平成9年11月  | 水とみどりの彫刻 本制作作品                          |
| 30   | CHAIR OF SKY「空の椅子」                     | 今村巖                                | ステンレススチール、磁気タイル                       | 306×495×495          | 秦野駅南口広場                                 | 平成9年11月  | 水とみどりの彫刻 本制作作品                          |
| 31   | 重力の無い風景                               | 斎藤史門                              | コールテン鋼                                         | 500×450×70           | 秦野駅南口広場                                 | 平成9年11月  | 水とみどりの彫刻 本制作作品                          |
| 32   | まほらの奏で                                 | 眞板雅文                              | 白御影石、鉄                                         | 1060×1000×680        | 桜土手古墳公園                                 | 平成2年3月   | 堀山下土地区画整理事業                               |
| 33   | 浮くかたち                                   | 植松奎二                              | ステンレス・スチール、鉄石                           | 300×80×80            | 渋沢駅北口広場                                 | 平成6年10月  | ハミングデイルしぶさわ彫刻展 本制作作品              |
| 34   | 風景の器                                     | 横山徹                                | 御影石                                               | 315×390×195          | 渋沢駅北口広場                                 | 平成6年10月  | ハミングデイルしぶさわ彫刻展 本制作作品              |
| 35   | MY FAMILY                                    | 中岡慎太郎                            | 花崗岩                                               | 185×300×70           | 渋沢駅北口広場                                 | 平成6年10月  | ハミングデイルしぶさわ彫刻展 本制作作品              |
| 36   | 幸福を運ぶ風                                 | 西巻一彦                              | 御影石                                               | 260×70×200           | 渋沢駅南口                                     | 平成19年3月  | 渋沢駅南口駅前広場野外彫刻設置事業                   |
| 37   | 森に生きる                                   | 会田富二男                            | 黒御影石                                             | 295×250×150          | 弘法山公園                                     | 平成3年9月   |                                                      |
| 38   | LIGHT TRIANGLE                               | 鈴木明                                | 鉄、アクリル、ステンレス                             | 400×600×500          | 立野緑地                                       | 昭和63年5月  | 丹沢野外彫刻展入選作品                               |
| 39   | 翔べ                                         | 高田大                                | 黒御影石                                             | 200×135×30           | 秦野市立南が丘公園                             | 平成3年3月   |                                                      |
| 40   | 飛翔                                         | ティエリー・ヴィデ（fr:Thierry Vidé） | ステンレス                                           | 385×315×400          | 鶴巻温泉駅北口広場                             | 平成8年5月   | 北口広場整備と併せて制作                             |
| 41   | おかえりなさい                               | 西巻一彦                              | 黒御影石、白御影石                                   | 385×315×400          | 鶴巻温泉駅北口改札前                           | 平成8年5月   | 北口広場整備と併せて制作                             |
| 42   | MANAZASI（まなざし）                         | 大隅秀雄                              | ステンレス、銅、真鍮、チタン、コールテン鋼           | 350×650×540          | 秦野市立おおね公園                             | 平成16年1月  | おおね公園スポーツとレクリエーションの彫刻本制作作品 |
| 43   | みどりの星                                   | 井上なぎさ                            | 銅、ステンレス                                       | 350×300×420          | 秦野市立おおね公園                             | 平成16年1月  | おおね公園スポーツとレクリエーションの彫刻本制作作品 |
| 44   | 天空の塔                                     | 横山徹                                | 黒御影石                                             | 270×270×270          | 秦野市立おおね公園                             | 平成16年1月  | おおね公園スポーツとレクリエーションの彫刻本制作作品 |

## 特産物
以下の特産物が「かながわの名産100選」に選定されている。
- おいしい秦野の水 ‐丹沢の雫‐（環境省による「名水百選選抜総選挙」おいしさがすばらしい名水部門で全国第1位を獲得）[30]
- 秦野のそば（タバコ耕作の裏作としてソバが作られ神奈川県内一の産地となっている。「丹沢そば」は乾麺・生麺ともに人気が高い）[31]
- 八重桜の塩漬け（江戸時代末期から生産を始め、全国生産の約8割を生産している。五分咲き程度の八重桜の晩生種・関山を用い、毎年4月中旬頃から加工している）
- 相州落花生・うでピー（秦野盆地などに代表される火山灰土壌での栽培に適しており、香り高く味も濃厚。掘りたての落花生を茹でて瞬間冷凍した冷凍ゆで落花生「うでピー」は、旬の味を一年中楽しめる。1921年（大正10年）、陸軍大演習の際に落花生畑だった秦野町曽屋原に飛行場が建設されることとなり、通常より早い9月に収穫した落花生に塩味をつけたものが好評となり、現在の塩南京[32]として神奈川県西部地域に広がった。
- 神奈川のいちご

## 移住・定住・子育てへの取組み・評価
日本経済新聞社と日経BP『日経xwoman』が、全国の自治体を対象に「自治体の子育て支援制度に関する調査」を実施した共働き子育てしやすい街ランキングにて、2022年は全国16位。2023年は全国20位の評価を得ている。
また、同市では、市内への移住・定住を推進する目的として、下記のような施策を展開している。
- 定住促進住宅「ミライエ秦野」

旧日産車体の社宅をリノベーションし、40歳以下の夫婦、子育て夫婦を対象に、子育てしやすい魅力的な住宅を整備。将来の住宅購入費助成などの入居特典などを提供。
- 移住お試し住宅「TANZAWA　LIFE」

丹沢の豊かな自然を感じながら、本市の生活を体験することができる移住お試し住宅（ログハウス）「TANZAWA　LIFE」を提供
- 上地区いなか暮らし体験ツアー
- 秦野産材を使用する快適な住まいづくり補助金

高品質が評価され歌舞伎座の舞台や花道にも使用されている秦野産ヒノキに着目し、秦野産木材を使用して家を建築する場合に一部費用を補助する制度。新築だけではなく、リフォームも対象。
- 生活資金の融資

中央労働金庫と提携して、市内に居住する労働者に生活資金を低利で融資。
- はだの丹沢ライフ応援事業助成金

一定の条件を満たす市内への住宅購入者に対し助成を実施。
- 妊娠中の費用補助

妊婦健康診査費用（計75,000円分）及び妊婦歯科健康診査（1,000円）の補助により、妊婦さんとお腹の赤ちゃんの健康管理を市が支援。
- 子育て世代包括支援センター、楽しい子育て講座、児童ホームを提供
- おひさまルーム（病後児保育室）

保育園や学校に行かせるには心配な病気の回復期の児童を、仕事や病気等により自宅での保育が困難な保護者に代わって専任の看護師や保育士が専用の保育室でサポート

## スポーツ

### サッカー
- 湘南ベルマーレ - Jリーグ J1
2000年から始まったJリーグの広域ホームタウン制度により、それまで平塚市のみであったホームタウンを9市11町にまで順次拡大。秦野市もその一つ[43]であり、市内では同チームのサッカースクールが開校されている[44]ほか、自治体ごとにホームタウンデーが設定され、該当する試合では市内在住者はチケットを特別価格で購入できる[45]。2021年に20市町のホームタウンの中では初めて、「スポーツによる元気で健康な地域づくり包括連携協定」を締結した。

### 女子野球
秦野市は2022年に全日本女子野球連盟から女子野球タウンの認定を受けており、女子野球の普及や女子野球を通した街おこしを進めている。第9回（2023年）、第10回（2024年）全国女子中学硬式野球大会の開催地であるほか、市内出身の加藤優（はだのふるさと大使、元女子プロ野球選手）による女子野球塾や、小中学生の女子野球が盛んである。2024年7月に侍ジャパン女子代表チームの直前強化合宿が行われた。

### 女子バスケットボール
- VamoS シルキーエアーズ - Wリーグ下部リーグ
2016年創立の女子バスケットボールクラブ。神奈川県実業団連盟及び関東実業団連盟に所属し、将来的には女子バスケのトップリーグ入りを目指す[50]。

## 著名な出身者、ゆかりの人物
（五十音順、wikipediaに項目のある人物）

### 政治・実業
- 井上純一（元平塚市副市長）
- 梅原修平（幕末から明治時代の政治家、銀行家）
- 栗原宣太郎（明治から昭和前期の衆議院議員、神職）
- 小泉晨一（元衆議院議員）
- 小泉光臣（日本たばこ産業社長）
- 佐谷恭（実業家）
- 佐藤政吉（第二代秦野町長、銀行家、実業家）
- 内藤誉三郎（昭和期の政治家。文部大臣、大妻女子大学学長などを歴任）
- 中屋優大（実業家、美術家）
- 古谷義幸（秦野市長、神奈川県議会議員、秦野市議会議員などを歴任）
- 古谷一郎（実業家、有限会社なんつッ亭の創業者兼社長）
- 柳川覚治（元参議院議員）
- 山口揚平（思想家、実業家）

### 学問・文化
- 安居院義道（報徳運動家）
- 浅井耀介（弁護士）
- 浅田有信（報徳運動家）
- 石井隆士（スポーツ科学者、日本体育大学教授）
- イシグロキョウヘイ（アニメーション監督）
- 井上久照（彫刻家、秦野市運動公園のシンボル像「健康の泉」をはじめ、市内に多くの作品が建立）
- 太田靖久（小説家）
- 小形誠（作曲家）
- 奥津国道（画家、市内曽屋に美術館が開館）
- 奥村鶴吉（医学者、専門は細菌学。東京歯科大学学長などを歴任）
- 恩藏直人（マーケティング学者、早稲田大学商学学術院長などを歴任）
- 鍵和田秞子（俳人）
- 神奈幸子（漫画家）
- 川野芽生（歌人、小説家）
- 北村敬（ウイルス学者、国立予防衛生研究所（現 国立感染症研究所）ウイルス第一部長などを歴任）
- 草山貞胤（篤農家）
- 近藤いね子（英文学者、津田塾大学名誉教授）
- 三遊亭こと馬（落語家）
- 春風亭一左（落語家、はだのふるさと大使）
- 関野作次郎（篤農家、農業技術者）
- 谷鼎（歌人・国文学者、元大東文化大学教授）
- 谷口菜津子（漫画家）
- 沼田宗純（防災プロセス工学学者、東京大学大学院先端表現情報学コース准教授）
- 原淳一郎（史学者、山形県立米沢女子短期大学教授）
- 原久胤（江戸時代後期の国学者、歌人）
- 前田夕暮（歌人）
- 諸星静次郎（農学者、専門は蚕糸学。東京農工大学学長などを歴任）
- 山田和樹（指揮者、はだのふるさと大使）

### 報道・芸能
- Aive（グラビアアイドル、シンガーソングライター）
- 伊藤ゆき（ラジオパーソナリティ、声優、ディレクター、プロデューサー、ナレーター）
- INORAN（ミュージシャン、LUNA SEA）
- 内海啓貴（俳優）
- 近江七恵（フリーアナウンサー）
- 岡元夕紀子（俳優）
- 金子きょんちぃ（お笑い芸人、ぱーてぃーちゃん）- 出生は藤沢市
- 川崎泰輔（俳優）
- 菊地凛子（俳優）
- 岸井ゆきの（俳優）
- 久保寺瑞紀（ファッションモデル）
- 合田雅吏（俳優、はだのふるさと大使）
- 小島絵里衣（ミュージカル俳優）
- 後藤果萌（俳優）
- 坂井泉水（歌手・作詞家、ZARD）
- 佐久間由枝（俳優）
- J（ミュージシャン、LUNA SEA）
- 清水優譲（声優）
- 淳士（ミュージシャン、SIAM SHADE）
- 庄司龍成（子役）
- 真矢（ミュージシャン、LUNA SEA、はだのふるさと大使）
- SUGIZO（ミュージシャン、LUNA SEA、X JAPAN）
- スマイリー小原（ジャズミュージシャン）
- 関口英司（声優）
- 近田雄一（NHKアナウンサー）
- 高本彩花（アイドル、ファッションモデル、日向坂46）
- 徳永暁人（ミュージシャン、doa）
- トーマス・栗原（俳優、映画監督）
- 服部浩子（演歌歌手）
- 山田涼介（アイドル、Hey! Say! JUMP）- 出生は東京都[51]
- 吉田栄作（俳優、歌手、はだのふるさと大使）

### スポーツ
- 今成正和（格闘家）
- 大石治寿（サッカー選手）
- 小野寺健也（サッカー選手）
- 加藤優（女子野球選手、はだのふるさと大使）
- 河野諒祐（サッカー選手）
- 久保谷健一（プロゴルファー）
- 郷州征宜（キックボクサー）
- 小林直己（陸上選手）
- 込山龍哉（柔道家）
- 関忠則（格闘家、空手家）
- 聳城巧（サッカープロフェッショナルレフェリー）
- 多田健蔵（オートバイレーサー。アジア人として初めてマン島TTレースに参加）
- 友永翔太（プロ野球選手、元中日ドラゴンズ）
- 西郡茉優（女子サッカー選手）
- 新田渉世（元プロボクサー、日本プロボクシング協会理事）
- 成瀬佑太（サッカー選手）
- 林忠明（卓球選手、日本が初出場となった世界卓球選手権にて男子ダブルス優勝）
- 原俊介（プロ野球選手、元読売ジャイアンツ）
- 日暮矢麻人（プロ野球選手、元福岡ソフトバンクホークス）
- 堀岡隼人（プロ野球選手、横浜DeNAベイスターズ）
- 町田隼乙（プロ野球選手、阪神タイガース）
- 三塚龍哉（サッカー選手）
- 三平和司（サッカー選手）
- 望月雄太（ラグビー選手）
- 山口祥吾（プロ野球選手、元千葉ロッテマリーンズ）
- 山田頌子（女子サッカー選手）

### ゆかりの人物
- 会津太郎（俳人、詩人、市内在住）
- 井上真吾（実業家、プロボクシングトレーナー。井上尚弥の父。秦野市でアマチュアジムを設立）
- 井上康生（柔道家）、東原亜希（タレント）夫妻（2008年1月15日秦野市役所へ婚姻届を提出し、井上の練習場である東海大学湘南校舎柔道場で記者会見を行った）
- ウルフ・アロン（柔道家、市内在住）
- 大岡怪童（昭和初期の俳優。市内にあった川野興行場での出演中に死去）
- 太田敏孝（木工造形家、市内にアトリエを構えていた）
- 苅谷俊介（俳優、アマチュア考古学者、市内在住、元はだのふるさと大使）
- 鬼頭莫宏（漫画家、イラストレーター、市内在住）
- 木村英樹（工学者、市内在住）
- 黒田長成（政治家、華族（侯爵）。明治天皇宿泊のために大磯に構えていた別邸が市内鶴巻温泉にある元湯・陣屋へ三井財閥によって移築）
- 関健作（ドキュメンタリー写真家、市内在住）
- 立石純子（タレント・シンガーソングライター）（横浜市生まれ、秦野市育ち）
- 舘野鴻（絵本作家、市内在住）
- 中野重治（小説家）
- 中村弘道（建築家）、1997年度にグッドデザイン賞を受賞した秦野駅橋上駅舎建築に従事）
- 平岡千代（シンガーソングライター、市内在住）
- 比留木忠治（日本専売公社秦野たばこ試験場での勤務を経て、アルバータ大学農生命環境学部教授などを歴任）
- 筆谷等観（画家、戦時中に転居。市内で終戦をむかえる）
- 水の江瀧子（女優、映画プロデューサー。石原裕次郎との確執後、秦野市郊外に転居）
- 宮永岳彦（画家、市内にアトリエを構えていた。鶴巻温泉に秦野市立宮永岳彦記念美術館が開館）
- 吉村益信（美術家、市内にアトリエを構えていた。前衛芸術集団「ネオ・ダダ」の主宰者）

### 近世以前の人物
- 足利晴氏（戦国時代の武将、河越城の戦いにて北条家に敗戦後、北条氏康によって相模国波多野に一時幽閉）
- 大藤信基（戦国時代の武将、北条氏綱により相模国中郡郡代に任じられ田原城主（現秦野市）となった）
- 大藤政信（戦国時代の武将、田原城主。菩提寺である香雲寺（市内西田原）を再興）
- 辻久吉（江戸時代の旗本。上田七本槍の一人。本多忠政により現市内一部を領する）
- 波多野氏一族（平安時代末期から鎌倉時代にかけて、摂関家領である相模国波多野荘（現秦野市）を本領とした豪族)
- 源実朝（首が市内の大聖山金剛寺（実朝が再興した寺）の五輪塔に葬られたとされ、同地は御首塚（みしるしづか）と呼ばれる。胴体の墓は、寿福寺（鎌倉市）に掘られたやぐらの内に石層塔が設けられている）
- 米倉昌尹（江戸時代の大名、市内堀山下の蔵林寺に墓所がある）

## 秦野フィルムコミッション
秦野市観光協会が2006年1月25日から「秦野フィルムコミッション」活動を行っており、市内は数多くの映画・ドラマ・CM・MV等のロケ地になっている。映画「それでもボクはやってない」では秦野市役所庁舎が警察署庁舎として作中に登場する。

### 市内がロケ地となった主な映画作品
- 免許がない!（監督：森田芳光、出演：舘ひろし、墨田ユキ他）
- それでもボクはやってない（監督：周防正行、出演：加瀬亮、瀬戸朝香他）
- ジェネラル・ルージュの凱旋(監督：中村義洋、出演：竹内結子、阿部寛他）
- 忘れないと誓ったぼくがいた（監督：堀江慶、出演：村上虹郎、早見あかり他）
- 母と暮せば(監督：山田洋次、出演：吉永小百合、二宮和也他）
- ヒメアノ〜ル(監督：吉田恵輔、出演：森田剛、濱田岳他）
- にがくてあまい(監督：草野翔吾、出演：川口春奈、林遣都他）
- 永い言い訳(監督：西川美和、出演：本木雅弘、竹原ピストル他）
- 東京喰種トーキョーグール(監督：萩原健太郎、出演：窪田正孝、清水富美加他）
- 勝手にふるえてろ(監督：大九明子、出演：松岡茉優、北村匠海他）
- チェリーボーイズ(監督：西海謙一郎、出演：林遣都、柳俊太郎他）
- 猫は抱くもの(監督：犬童一心、出演：沢尻エリカ、吉沢亮他）
- スマホを落としただけなのに(監督：中田秀夫、出演：北川景子、千葉雄大他）
- 友罪（監督：瀬々敬久、出演：生田斗真、瑛太他）
- WE ARE LITTLE ZOMBIES(監督：長久允、出演：二宮慶多、水野哲志他）
- 閉鎖病棟 -それぞれの朝(監督：平山秀幸、出演：笑福亭鶴瓶、綾野剛他)
- 宇宙でいちばんあかるい屋根(監督：藤井道人、出演：清原果耶、伊藤健太郎他）
- 星の子(監督：大森立嗣、出演：芦田愛菜、岡田将生他）
- あのこは貴族(監督：岨手由貴子、出演：門脇麦、水原希子他)
- きのう何食べた?(監督：中江和仁、出演：西島秀俊、内野聖陽他)
- ブラッシュアップライフ(脚本：バカリズム、出演：安藤サクラ、夏帆他)